# Betty Schneider
Pour les articles homonymes, voir Schneider.
Berthe Amsterdamer, dite Betty Schneider ou Betty Schneider-Raffaelli, est une actrice française, née en 1934 à Paris.

## Filmographie
- 1957 : Les Fanatiques, d'Alex Joffé : Lili
- 1957 : Ariane (Love in the Afternoon), de Billy Wilder
- 1958 : Le Piège de Charles Brabant : Denise
- 1958 : La Dame de pique, de Stellio Lorenzi : Dounia
- 1958 : Mon oncle, de Jacques Tati : Betty, la fille de la concierge
- 1959 : Parfois le dimanche, court métrage réalisé par Ado Kyrou et Raoul Sangla
- 1960 : Classe tous risques, de Claude Sautet : la petite bonne
- 1960 : Le Passage du Rhin, d'André Cayatte : Alice
- 1961 : Paris nous appartient, de Jacques Rivette : Anne Goupil
- 1962 : Carillons sans joie, de Charles Brabant : Betty